# 10769 Мінас Жерайс
10769 Мінас Жерайс (10769 Minas Gerais) — астероїд головного поясу, відкритий 16 жовтня 1990 року.
Тіссеранів параметр щодо Юпітера — 3,203.